# Choranthias salmopunctatus
Choranthias salmopunctatus é uma espécie de peixe da família Anthiadidae.
É endémica do Brasil.